# Бочкарёв, Яков Васильевич
Яков Васильевич Бочкарёв (09.12.1928 — 01.07.2003) — советский, киргизский и российский учёный в области автоматики и автоматизации производственных процессов в гидромелиорации, член-корреспондент ВАСХНИЛ (1991), член-корреспондент Национальной Академии наук Кыргызской Республики (1993).

## Биография
Родился в с. Аламедин Кантского района Киргизской ССР.
Окончил Киргизский сельскохозяйственный институт им. К. И. Скрябина (1954).
До 1994 года работал там же: ассистент (1954—1957), старший преподаватель (1957—1958), аспирант (1958—1959), доцент (1962), заведующий кафедрой (1962—1994). В 1966—1987 декан гидромелиоративного факультета.
С 1994 заведующий кафедрой, профессор Рязанского сельскохозяйственного института.

## Научная деятельность
Автор научных работ и изобретений в области автоматики и автоматизации производственных процессов в гидромелиорации.
Один из разработчиков автоматизированных горных водозаборных узлов на многих реках Киргизской ССР, вододелителей, гидравлических затворов-автоматов, быстротоков-каналов новых типов, систем гидравлической автоматизации процессов на каналах и оросительных системах.

### Научные труды
Опубликовал более 250 научных работ, в том числе 40 книг и брошюр, из них 12 монографий и учебников для вузов. Получил более 150 авторских свидетельств и патентов на изобретения.
Книги:
- Гидравлическая автоматизация горных водозаборных узлов. — Фрунзе: Кыргызстан, 1969. — 166 с.
- Проектирование гидротехнических сооружений: учеб. пособие для вузов / соавт.: И. М. Волков и др. — М.: Колос, 1977. — 400 с.
- Гидроавтоматика в орошении. — М.: Колос, 1978. — 188 с.
- Основы автоматики и автоматизация производственных процессов в гидромелиорации / соавт. Е. Е. Овчаров — М.: Колос, 1981. — 320 с.
- Основы автоматики и автоматизации гидромелиоративных систем: учеб. пособие для студентов учеб. заведений по гидромелиор. спец. / соавт.: П. И. Коваленко, А. И. Сергеев. — М.: Колос, 1993. — 284 с.
- Локальные системы стабилизации на оросительных системах / соавт. О. В. Атаманова; Аграр. акад. Кыргыз. Респ. — Бишкек, 1997. — 80 с.

## Награды и звания
Доктор технических наук (1969), профессор (1969), член-корреспондент ВАСХНИЛ (1991), член-корреспондент Национальной Академии наук Кыргызской Республики (1993).
Заслуженный деятель науки Российской Федерации (1999), заслуженный изобретатель Киргизской ССР (1978). Лауреат Государственной премии Киргизской ССР в области науки и техники (1976). Награждён орденами Дружбы народов (1983), «Знак Почёта» (1966) и 6 медалями, Почетной грамотой Верховного Совета Киргизской ССР (1973).